# Вуд, Дэвид
Дэ́вид Вуд (родился 7 апреля 1976 года) — американский евангельский апологет и создатель канала «Acts17 Apologetics Архивная копия от 14 марта 2020 на Wayback Machine».

## Юность и образование
В своём видео-свидетельстве обращения в христианство Дэвид Вуд, заявляет, что был атеистом.
В возрасте 18 лет он совершил преступление — ударил своего отца по голове молотком, после чего попытался совершить самоубийство.  Он объяснял своё поведение тем, что «моральные ценности — это лишь социальные убеждения, которые не имеют значения». После ареста ему был поставлен диагноз диссоциальное расстройство личности (социопатия). Впоследствии был приговорён к десяти годам тюремного заключения.
Находясь в тюремном заключении, Вуд столкнулся с неким заключённым по имени Рэнди, который был христианином. Вуд часто бросал вызов христианским убеждениям Рэнди, утверждая, что тот исповедует христианство лишь потому, что родился в христианском обществе, широко представленном в Соединённых Штатах. Вуд и Рэнди часто голодали (Рэнди из-за религиозных убеждений), в этот период Дэвид часто искал повод «избить» Рэнди. Впоследствии это стало причиной, по которой Дэвида помещали в одиночное заключение (а также из-за опасений, что Дэвид заморит себя голодом).
Во время нахождения в одиночном заключении Дэвид стал читать его Библию и участвовать в различных программах по изучению Библии, в основном с целью найти нестыковки в религиозных взглядах Рэнди. Результатом подробного изучения Библии стало то, что в 1996 году Вуд сам принял христианство.
После пяти лет в заключении Дэвид был освобождён. В 2000 году он поступил в университет Старого Доминиона, где получил степень бакалавра. Затем он продолжил образование в Фордемском университете, где получил докторскую степень по философии. Вуд отмечал, что когда учился в университете Старого Доминиона, он часто бросал вызов исламским убеждениям своего соседа по комнате, Набиля Куреши (американский мусульманин-ахмадиец пакистанского происхождения). Дэвид занимался изучением жизни пророка Мухаммеда с использованием самых ранних источников, в том числе «Сира (биография)» Ибн Исхака, сборники хадисов Сахих аль-Бухари и Сахих Муслима (признанные мусульманами-суннитами двумя наиболее достоверными сборниками высказываний и действий Мухаммеда), а также «История пророков и царей» и тафсиры от Аль-Табари.
После изучения ислама Вуд пришёл к выводу, что некоторые примеры из Корана и жизнеописания пророка Мухаммеда не просто описывают насилие, происходившее в прошлом, но также призывают к насилию в нынешнее время.
В результате Дэвид стал христианским апологетом, а позже то же самое сделал Набиль Куреши, покинув ислам.

## Христианская апологетика
Дэвид Вуд участвовал в многочисленных публичных дебатах с мусульманами и атеистами, обычно в публичном зале или перед аудиторией университета. Дэвид участвовал в дебатах с такими защитниками ислама, как Мухаммад Хиджаб и Шабир Али. Он также был приглашён на несколько телепередач ABN для межрелигиозных дебатов и дискуссий против атеизма и ислама. Он также регулярно появлялся на «Aramaic Broadcasting Network». Дэвид ведёт канал на YouTube; в видеосюжетах он объясняет свои взгляды на религию, а также критикует ислам и атеизм.
В 2013 году опубликовал свою диссертацию:
«Surprised by suffering: Hume, Draper, and the Bayesian argument from evil».